# Гіббсит

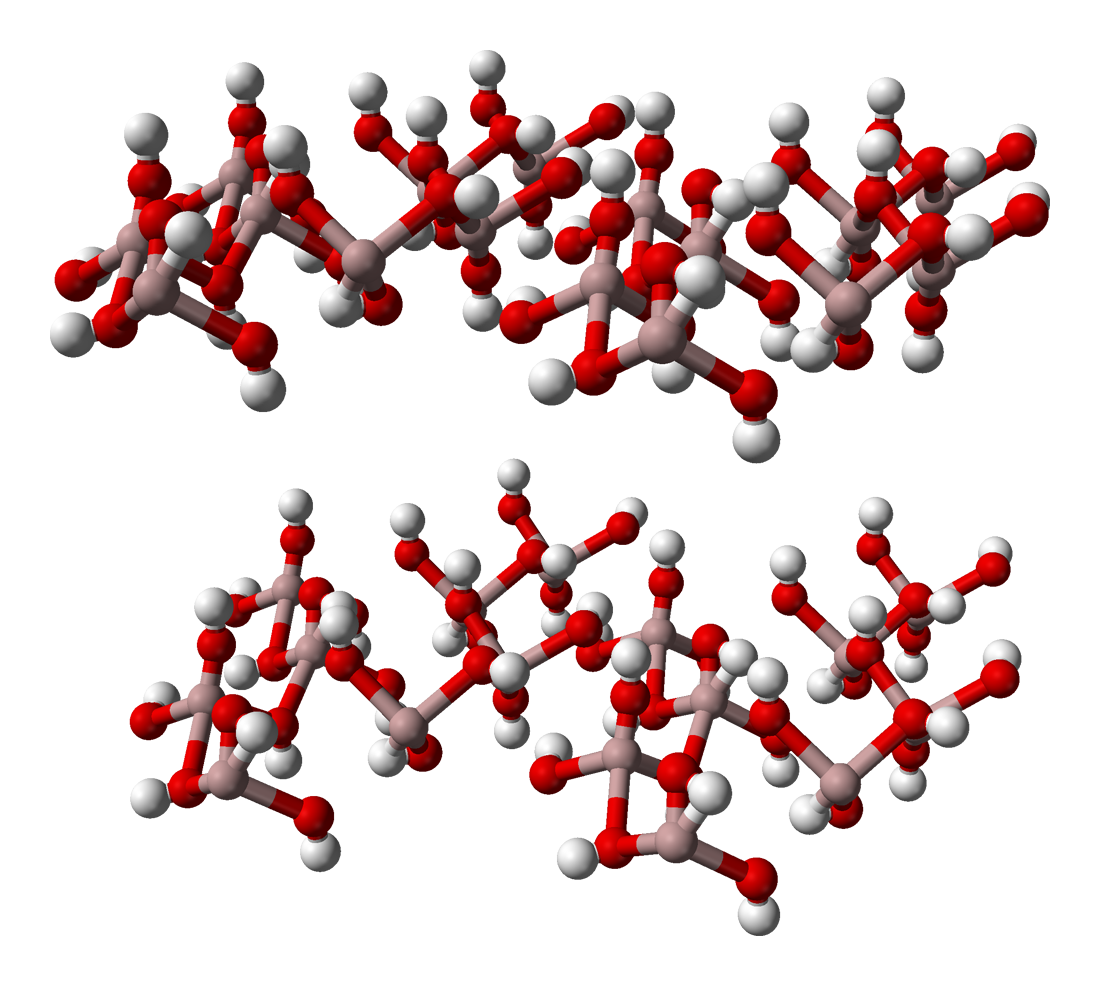
Кульково-сірникова модель частини кристалічної структури гібситу.

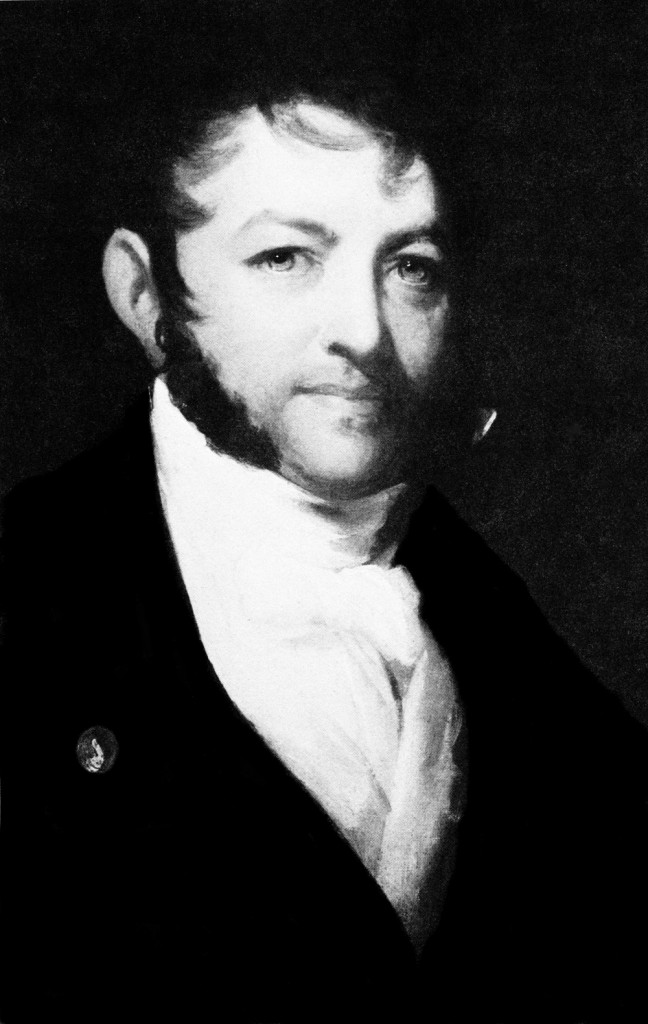
George Gibbs (1777–1833)

Гіббси́т, гідраргіліт — мінерал підкласу гідрооксидів, Al(OH)3.

## Етимологія та історія
Гіббсит вперше був відкритий біля Річмонда в графстві Беркшир, штат Массачусетс, і описаний в 1822 році Джоном Торрі, який назвав мінерал на честь генерала Джорджа Гіббса (1776—1833), американського збирача мінералів.

## Загальний опис
Склад Al(OH)3. Містить (%): Al2О3 — 65,35; H2О — 34,65.
Домішки: SiO2, Fe2O3, Ga2O3.
Сингонія моноклінна.
Твердість 2,5-3,5.
Густина 2,43.
Прозорий. Колір білий. Блиск скляний.
Форми виділення — щільні землисті агрегати, сфероїдальні конкреції, сталактити, натічні форми з гладкою або тонковолокнистою будовою.
Гідраргілітові боксити — цінні алюмінієві руди.
Утворюється переважно при вивітрюванні алюмосилікатів, інколи — гідротермальним шляхом. Збагачується гравітацією, флотацією і магн. методами.

## Різновиди
Розрізняють:
- гідраргіліт листуватий (застаріла назва діаспору);
- гідраргіліт щільний (бірюза).

2) Паралельна назва мінералу ричмондиту — суміші ґаленіту, бляклої руди, сфалериту та ін.
3) Паралельна назва мінералу гібшиту — різновиду ґранату.